# Варнава (Волатковский)
Архиепископ Варнава (в миру Василий Васильевич Волатковский или Волостковский; 1672 или 1660, имение Волостков, Речь Посполитая — 8 октября 1730, Холмогоры) — епископ Русской православной церкви, архиепископ Холмогорский и Важеский.

## Биография
Родился в 1672 году (по другим данным, в 1660-м) в семье капитана польской королевской службы.
Учился в Киево-Могилянской коллегии, по окончании которой принял постриг, был оставлен в коллегии учителем.
В 1705 году переехал в Москву, в сане иеромонаха состоял проповедником в Заиконоспасском монастыре, занимал также должность учителя и проповедника в московской Славяно-греко-латинской академии.
24 августа 1712 года хиротонисан во епископа Холмогорского и Важеского с возведением в сан архиепископа. По пути в епархию был задержан ранним ледоставом на реке Сухоне и три недели провёл в Агапитовом Маркушевском Никольском монастыре, составил о нём «Историю вкратце» (рукопись для хранения была оставлена в обители). В Холмогоры прибыл не ранее 21 ноября того же года.
6 декабря 1712 года дал грамоту на устройство главного престола в честь Покрова Пресвятой Богородицы в нижнем храме Михаило-Архангельского монастыря.
В 1714 года учредил школу при Корельском Никольском монастыре.
Многократно обращался к своей пастве с посланиями. Их особенностью было сочетание требовательности с терпимостью, принципиальности со снисходительностью к человеческим слабостям. Он писал о необходимости неукоснительного исполнения церковного благочестия и в то же время рекомендовал не требовать от рядового прихожанина излишних подвигов, дабы «не привести к мысли, что невозможно ему достойно подготовиться к причастию». Особенно большое значение Варнава придавал покаянию: «для покаяния всегда время готово, и рано, и поздно, во дни и в нощи, и за нужду — евши и пивши — и никогда да не атворяются двери святого покаяния и обращения грешника к Богу».
Последние два года жизни «ножною болезнью весьма изнемог».
Скончался 8 октября 1730 года. Погребен в Холмогорском Преображенском соборе.